# Вулиця Героїв Базару (Житомир)
Вулиця Героїв Базару — вулиця в Богунському районі міста Житомир.
Названа на честь вояків Армії УНР — учасників Другого зимового походу, що загинули біля села Базар під час та після битви з московськими окупантами під керівництвом Котовського.

## Розташування
Знаходиться на Богунії. Бере початок від проспекту Миру і завершується на вулиці Сосновій.

## Історія
Наприкінці ХІХ століття — у перші десятиліття ХХ століття являла собою західну межу Врангелівського дачного масиву. До того часу являла собою заліснену територію. Забудова частково сформувалася у першій половині ХХ століття (переважно між нинішніми проспектом Миру та вулицею Митрополита Андрея Шептицького). У 1950 — 1960-х рр. ущільнювалася існуюча забудова та формувалася нова, до мосту через річку Лісну.
Перша назва вулиці — «Лісна». У 1984 році перейменована на вулицю Красовського.
Отримала чинну назву у відповідности до розпорядження.